# 빅 딕

Central Artery/Tunnel 프로젝트 전후 보스턴의 고속도로 시스템

빅 딕(Big Dig)으로 흔히 알려진 중앙간선/터널 프로젝트는(CA/T 프로젝트,Central Artery/Tunnel Project)는 보스턴의 메가 프로젝트로, 도시 중심부를 통과하는 주요 고속도로인 I-93의 중앙 간선을 신설하는 길이 1.5마일(2.4 km)의 토마스 피 오닐 주니어 터널(Thomas P. O'Neill Jr. Tunnel)로 우회시키는 사업이었다. 이 프로젝트는 테드 윌리엄스 터널 (I-90을 로건 국제공항까지 확장)과 찰스강 위의 다리(Leonard P. Zakim Bunker Hill Memorial Bridge) 그리고 이전 I- 93번 고가도로를 녹지화한 로즈케네디 그린웨이를 포함하였다. 당초 계획은 1982년에 보스턴 소재 두 주요 기차 터미널 사이의 철도 연결을 포함하는 것으로 시작되었으나 이 지하철로 신설공사는 취소되었다. 1991년부터 2006년까지 공사를 진행한 다음 2007년 12월 31일에 시행자와 매사추세츠 턴파이크 당국의 협력이 끝나면서 프로젝트가 종료되었다.

## 원래의 모습

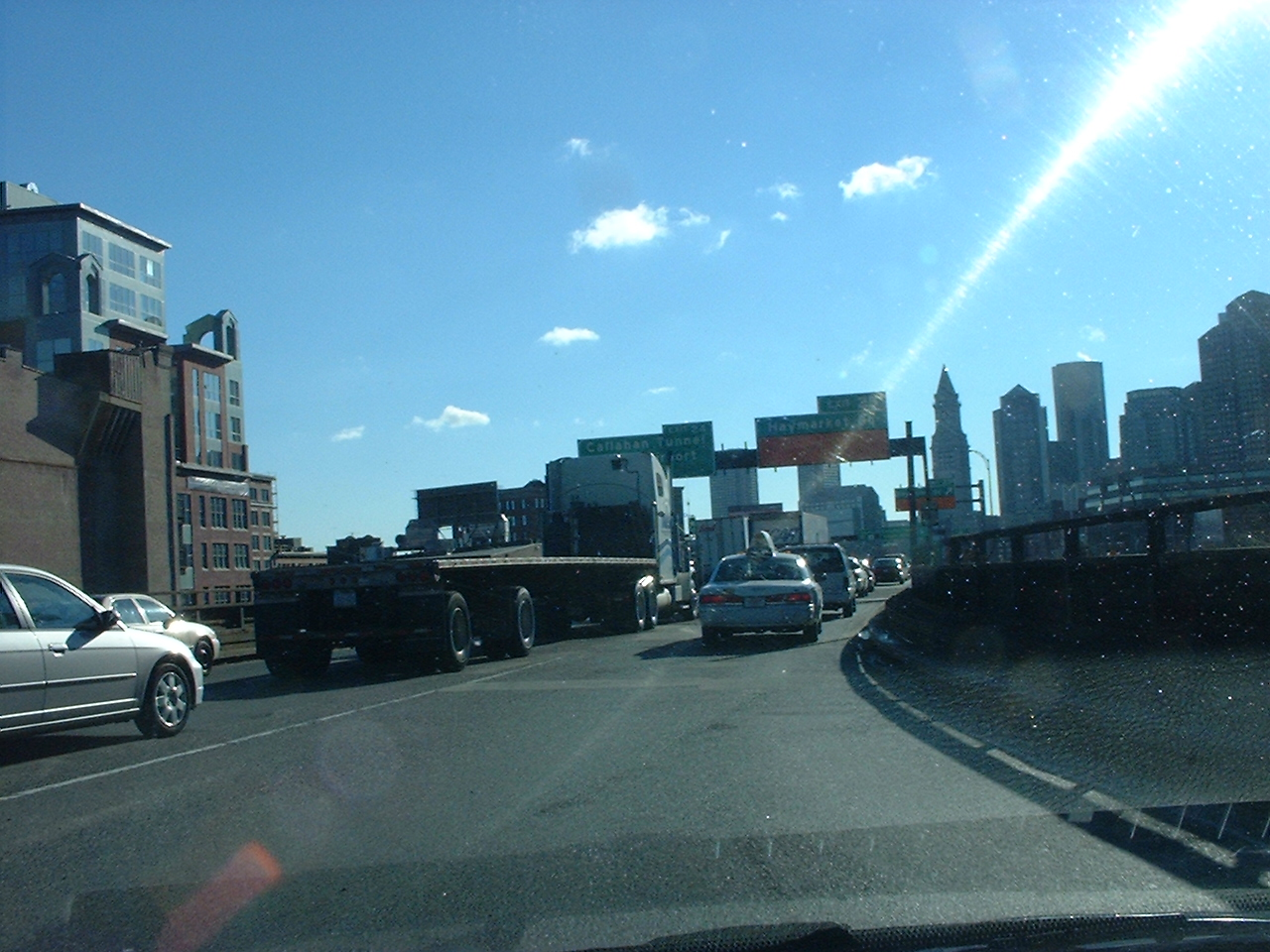
2003년 정오의 오래된 고가 중앙 간선의 교통

이 사업은 1950년대 건설된 고가도로가 교통 장애의 원인이 되고 향후 도시의 확장에도 지장을 초래하게 되어, 1982년 ‘차 막힘 없는 도심 공원에서 맑은 공기를 마시는 보스턴 건설’이라는 논의를 시작하여, 1987년 연방정부의 지원을 약속받은 후 착공하였다.

## 공사 과정
빅딕은 인근 지역의 도로 접근성 등을 고려하여 차로를 하나씩 줄이는 방식으로 진행돼 교통 장애를 최소화했다. 이에 따라 빅딕은 ‘주거와 업무 등 기능을 높여 도시에 활력을 불어넣는 21세기형 개발 프로젝트’라는 찬사를 받았으며 한국 청계천 복원 사업에도 참고가 됐다.

## 같이 보기
- 메가프로젝트
- 매사추세츠 턴파이크
- 한국 서울의 지하 고속화도로
  - 신월여의지하도로
  - 서부간선지하도로
  - 강남순환로
- 야마테 터널 - 일본 도쿄의 유사한 대형 프로젝트
- 듀플렉스 A86 - 프랑스 파리의 지하 고속도로